# Ethan Pinnock
Ethan Rupert Pinnock (ur. 29 maja 1993 w Londynie) – jamajsko-angielski piłkarz, występujący na pozycji obrońcy w angielskim klubie Brentford oraz w reprezentacji Jamajki. 
Wychowanek Millwall, w trakcie swojej kariery grał także w takich zespołach, jak Dulwich Hamlet, Forest Green Rovers oraz Barnsley.